# انزو بارتولینی
انزو بارتولینی (انگلیسی: Enzo Bartolini؛ ۱۵ فوریه ۱۹۱۴ – ۳ ژوئیهٔ ۱۹۹۸) قایقران روئینگ اهل ایتالیا بود.
وی در مسابقات کشوری و بین‌المللی در مجموع برندهٔ ۱ مدال طلا، ۱ مدال نقره، ۱ مدال برنز شده‌است.